# Turpinia malabarica
Turpinia malabarica är en pimpernötsväxtart som beskrevs av James Sykes Gamble. Turpinia malabarica ingår i släktet Turpinia och familjen pimpernötsväxter. Inga underarter finns listade i Catalogue of Life.

## Bildgalleri

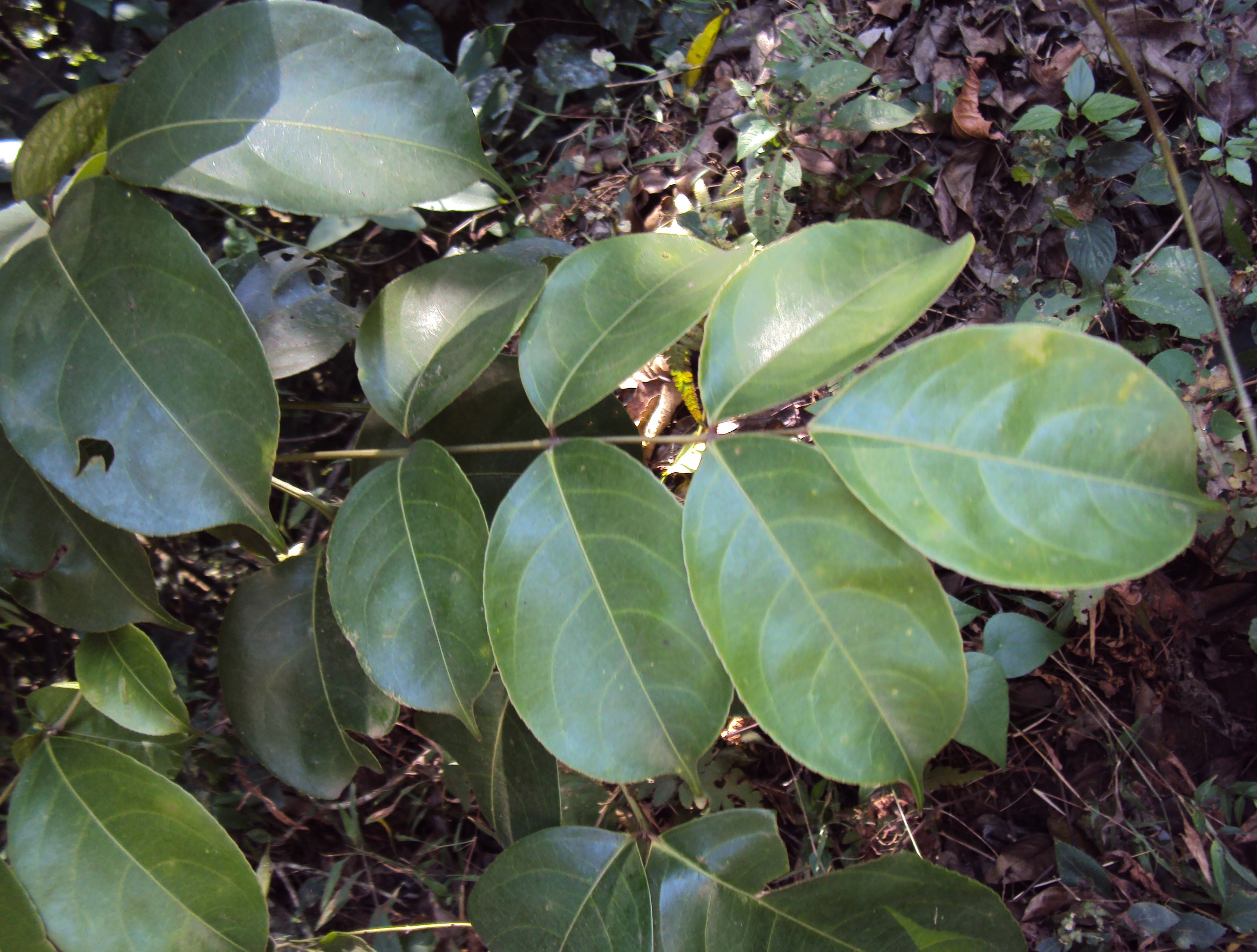
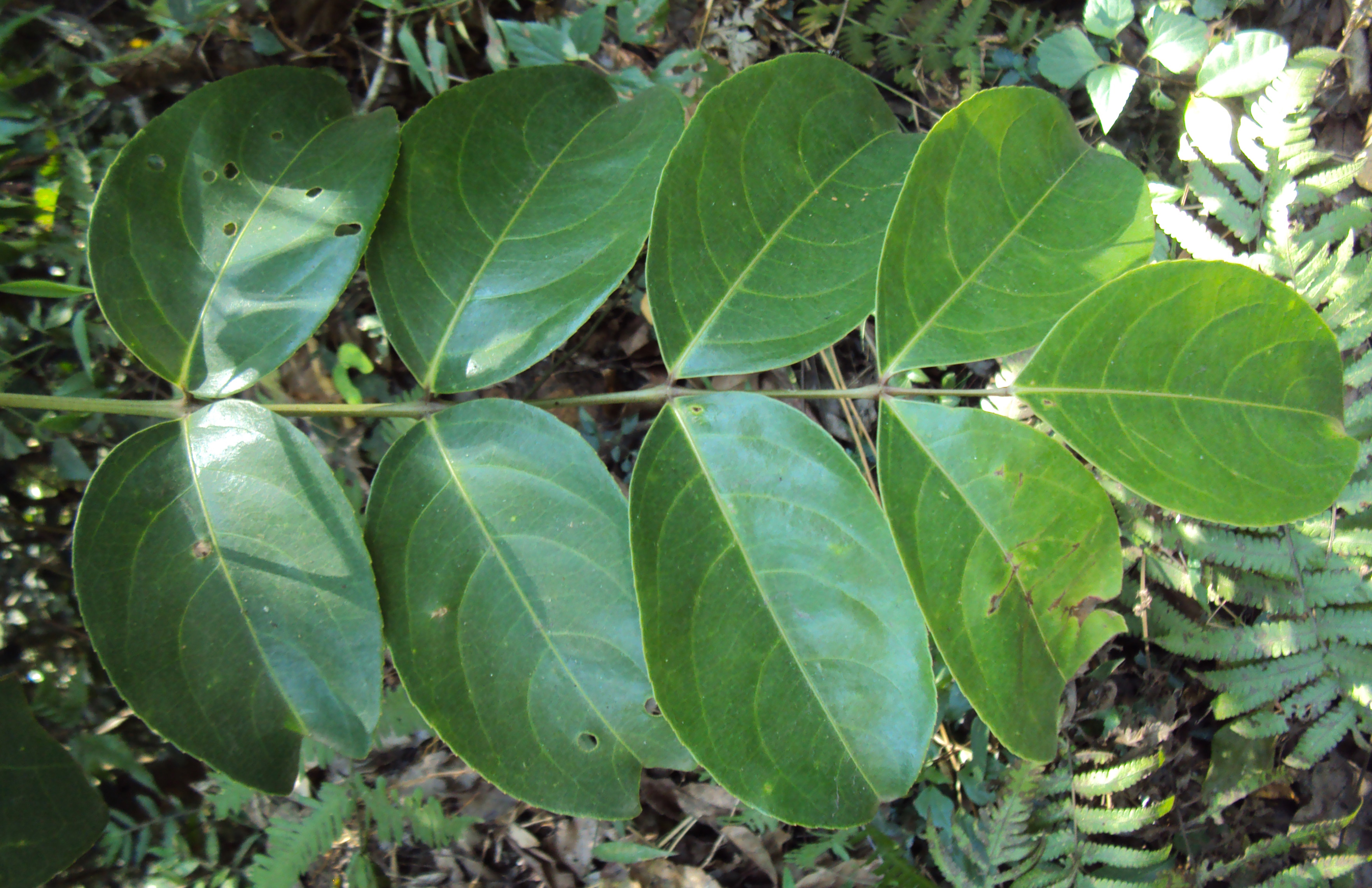
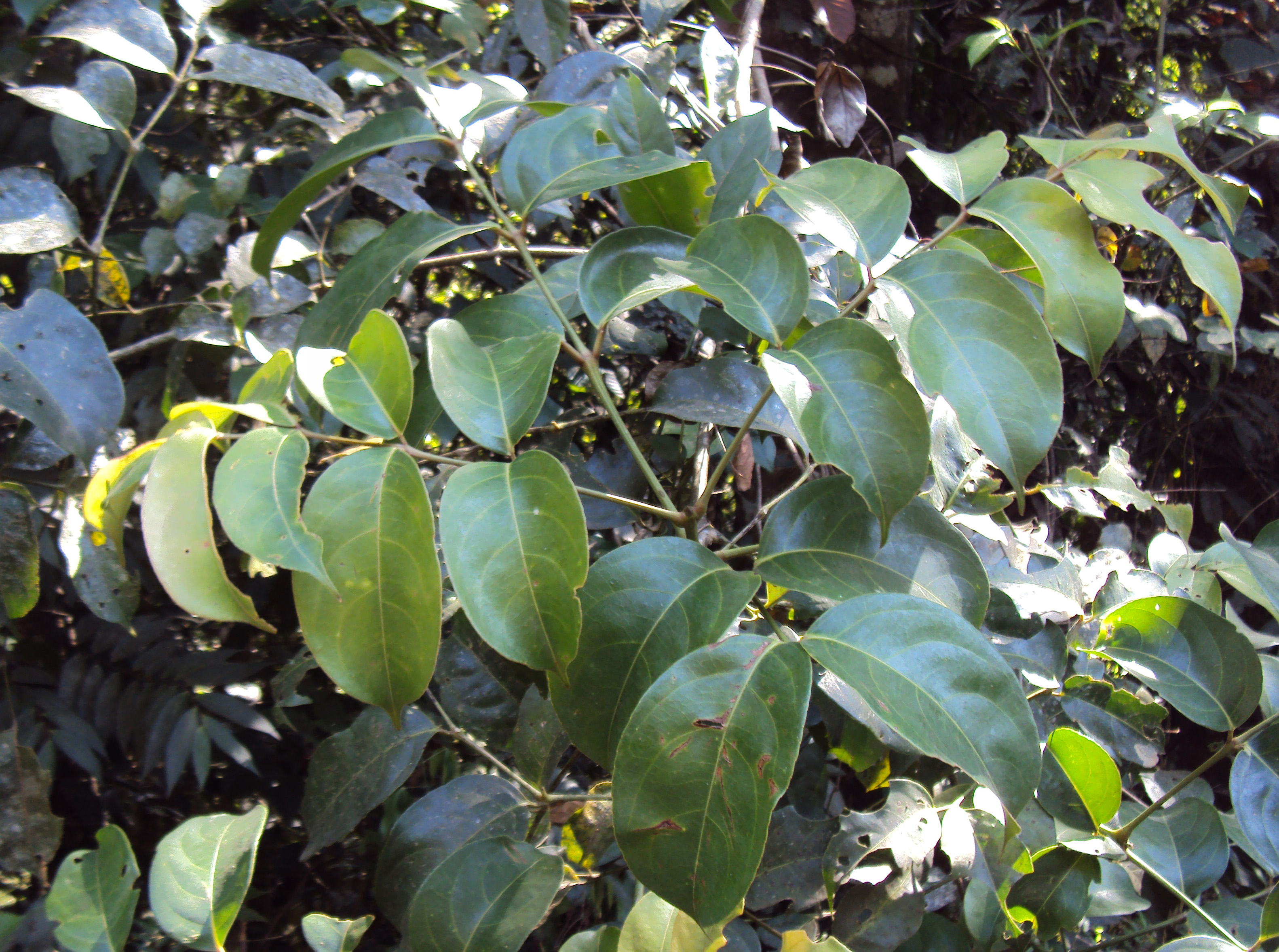
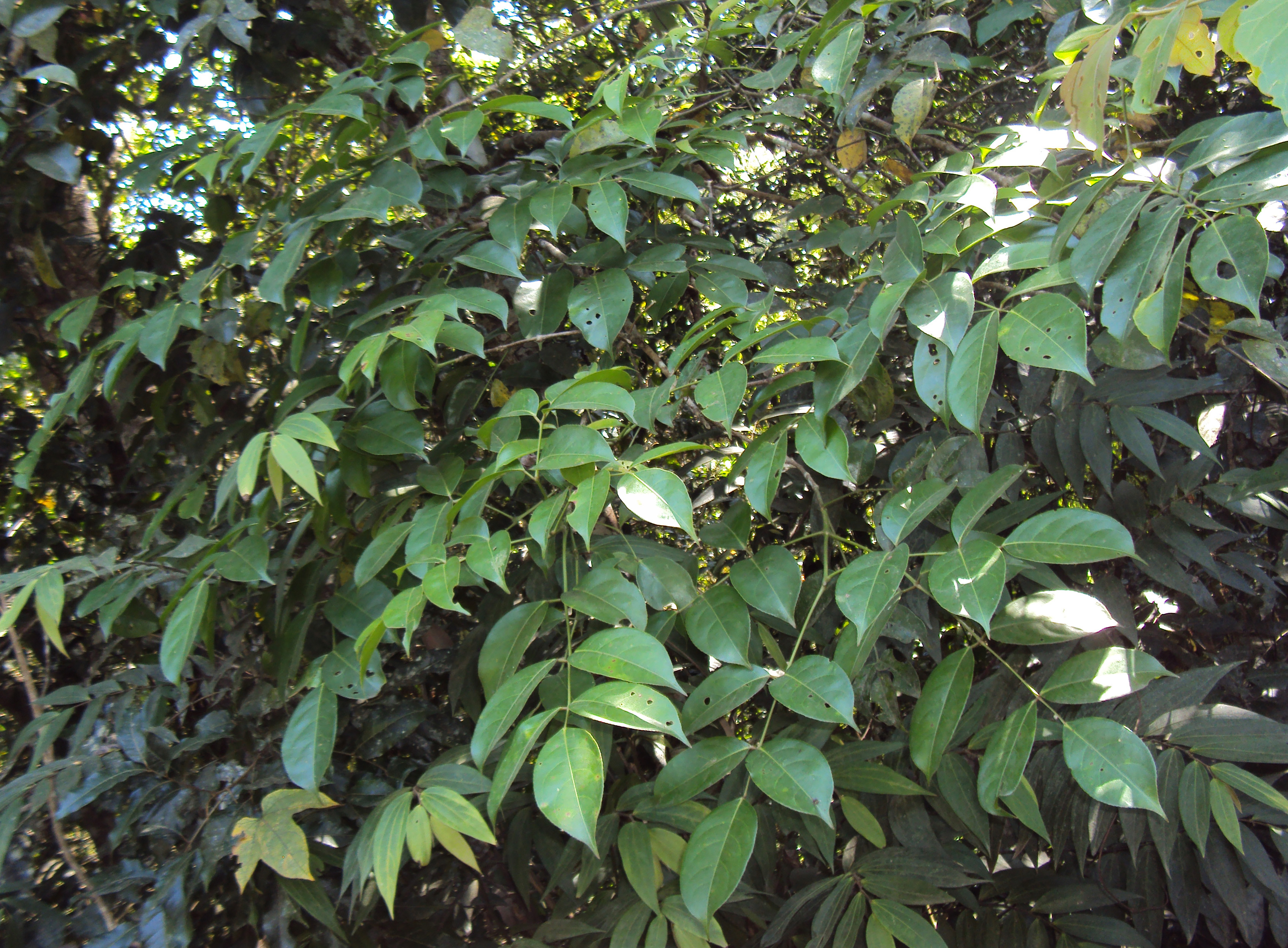
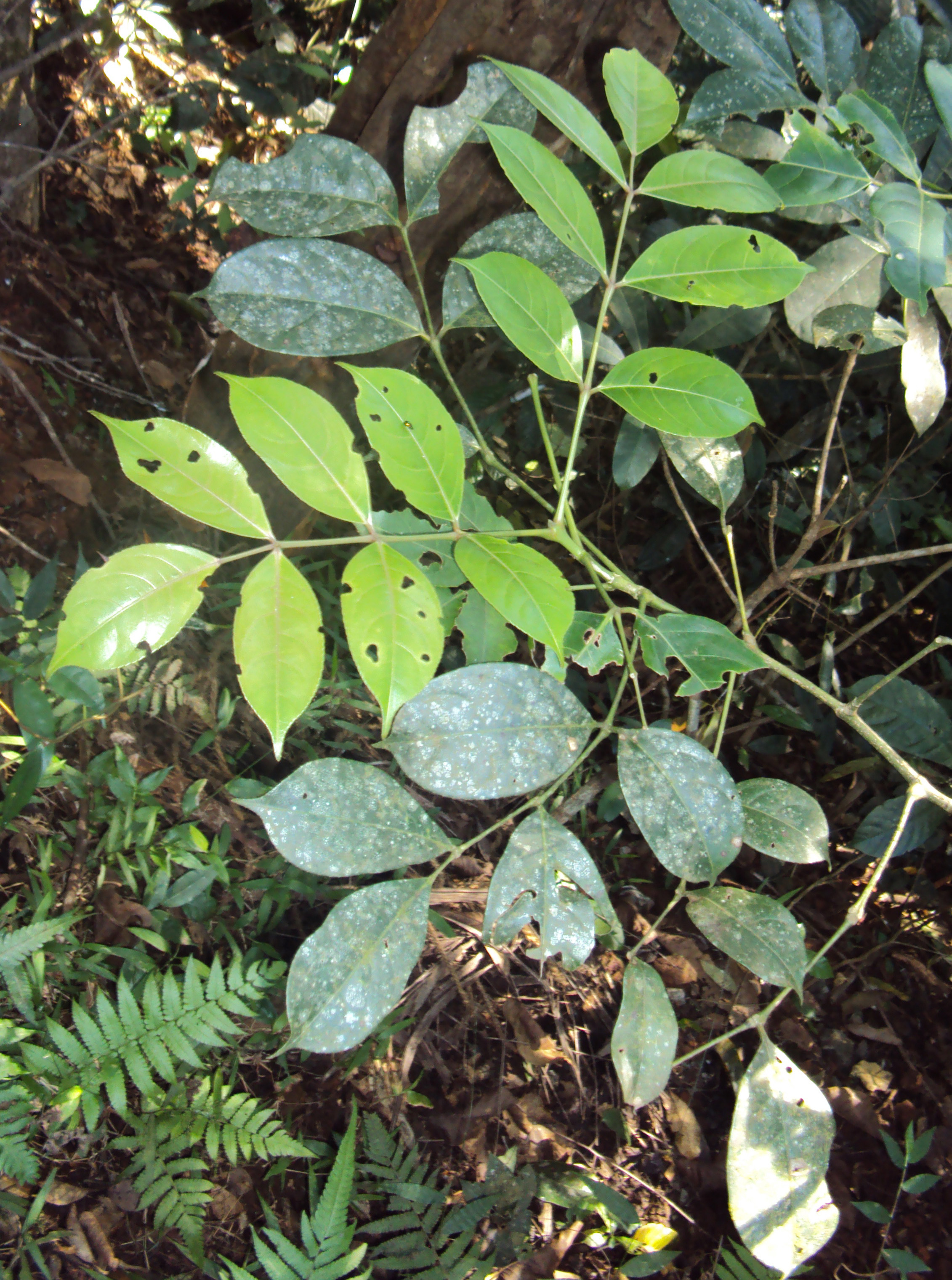
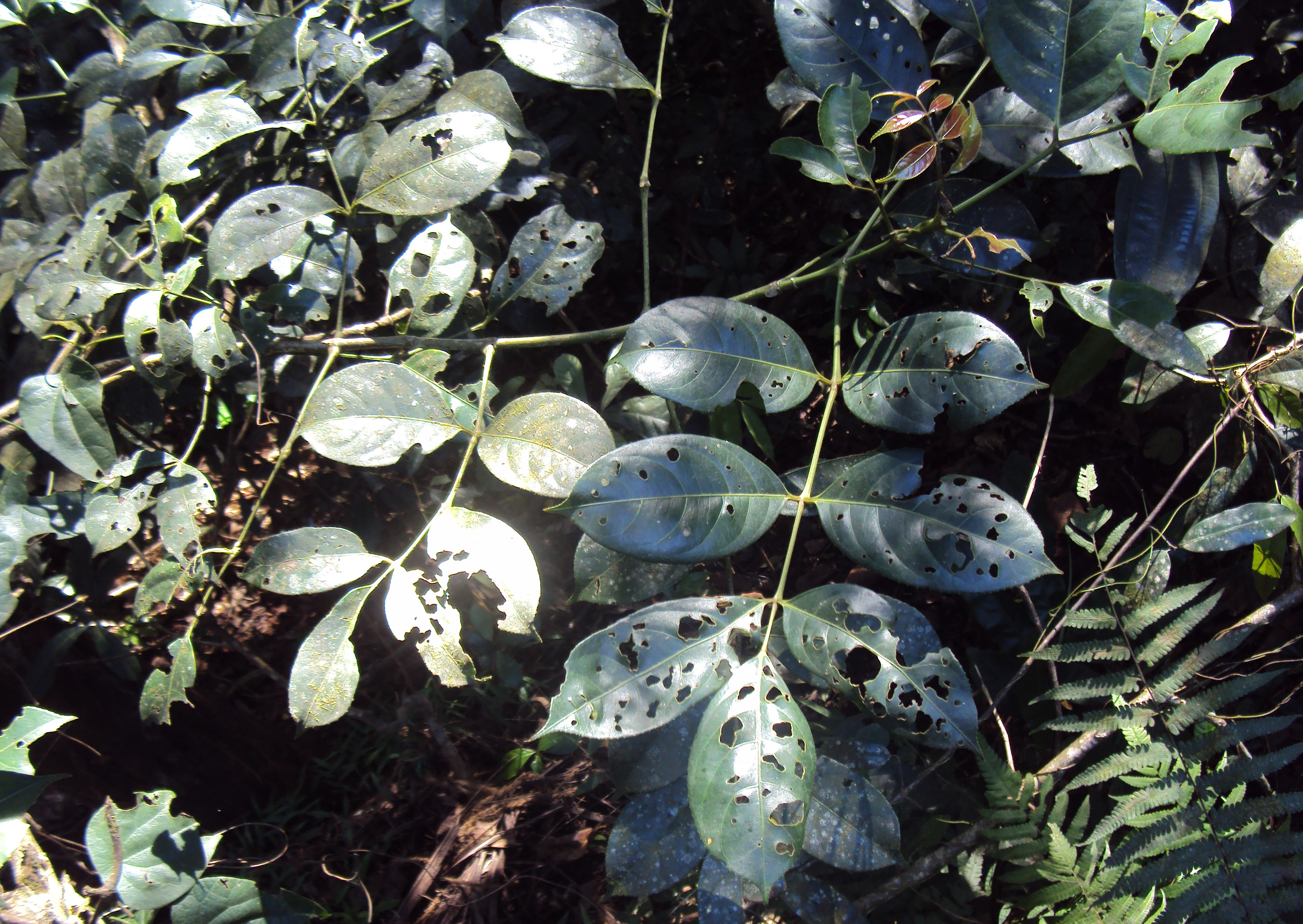